# Anza-Borrego Desert State Park
Der Anza-Borrego Desert State Park in der Colorado Desert ist der größte State Park in Kalifornien und der zweitgrößte in den Vereinigten Staaten, nach dem Adirondack Park in New York. Er bewahrt ein großflächiges Wüste-Ökosystem, das von menschlichen Eingriffen nahezu unbeeinflusst ist. Der Park befindet sich im Osten des San Diego County; Teile erstrecken sich auch östlich in das Imperial County und nördlich in das Riverside County. Er liegt jeweils etwa zwei Autostunden von den Städten San Diego, Riverside und Palm Springs entfernt. Der Park ist nach dem spanischen Entdecker Juan Bautista de Anza und dem spanischen Wort für das hier heimische Dickhornschaf, borrego, benannt.
Mit 804 Kilometern unbefestigten Straßen, zwölf naturbelassenen Gebieten und langen Wanderwegen bietet der Anza-Borrego Desert State Park die Möglichkeit, die Wunder der Colorado Desert kennenzulernen. Der Park verfügt über wilde Pflanzen, Kakteen und Ocotillo (Gattung Fouquieria). Besucher haben manchmal auch die Möglichkeit, Wegekuckucke, Steinadler, Kitfüchse, Maultierhirsche, und Schafe sowie Leguane, Chuckwallas und Rote Diamant-Klapperschlangen anzutreffen. 
Die meisten Besucher kommen aus dem Osten über die kalifornischen Highways S22, S2 oder 78. Besucher aus San Diego über die California State Routes 79 und 78 fahren durch den Cuyamaca Rancho State Park. Die Highways aus dem Osten steigen auf etwa 731 Meter an und fallen dann ab auf etwa 609 Meter im Tal. Wenn die Straße die Hochvegetation verlässt, folgt die Wüste Anza-Borrego. Das Tal breitet sich dort aus und es zeigen sich viele Berge, wie die Santa Rosa Mountains im Norden. Die Berge sind naturbelassen und verfügen über keine Straßen. Sie haben das einzige ganzjährige Fließgewässer. Hier leben viele Schafe, die oft als Desert Bighorn Sheeps bezeichnet werden. Wenige Besucher bekommen sie zu Gesicht, weil die Tiere sehr scheu sind.
Der Park hat insgesamt etwa 180 Kilometer Fahrrad- oder Wanderwege.
Der Anza-Borrego Desert State Park ist einer der 55 kalifornischen State Parks mit W-LAN-Zugriff in Teilen des Gebietes.
Inmitten des Parks – vom Schutzgebiet aber ausgenommen – liegt die Gemeinde Borrego Springs. Diese wurde von der International Dark Sky Association als Lichtschutzgebiet anerkannt. Hier befindet sich das Clark Lake Radio Observatory, und ein Astronomiepark.

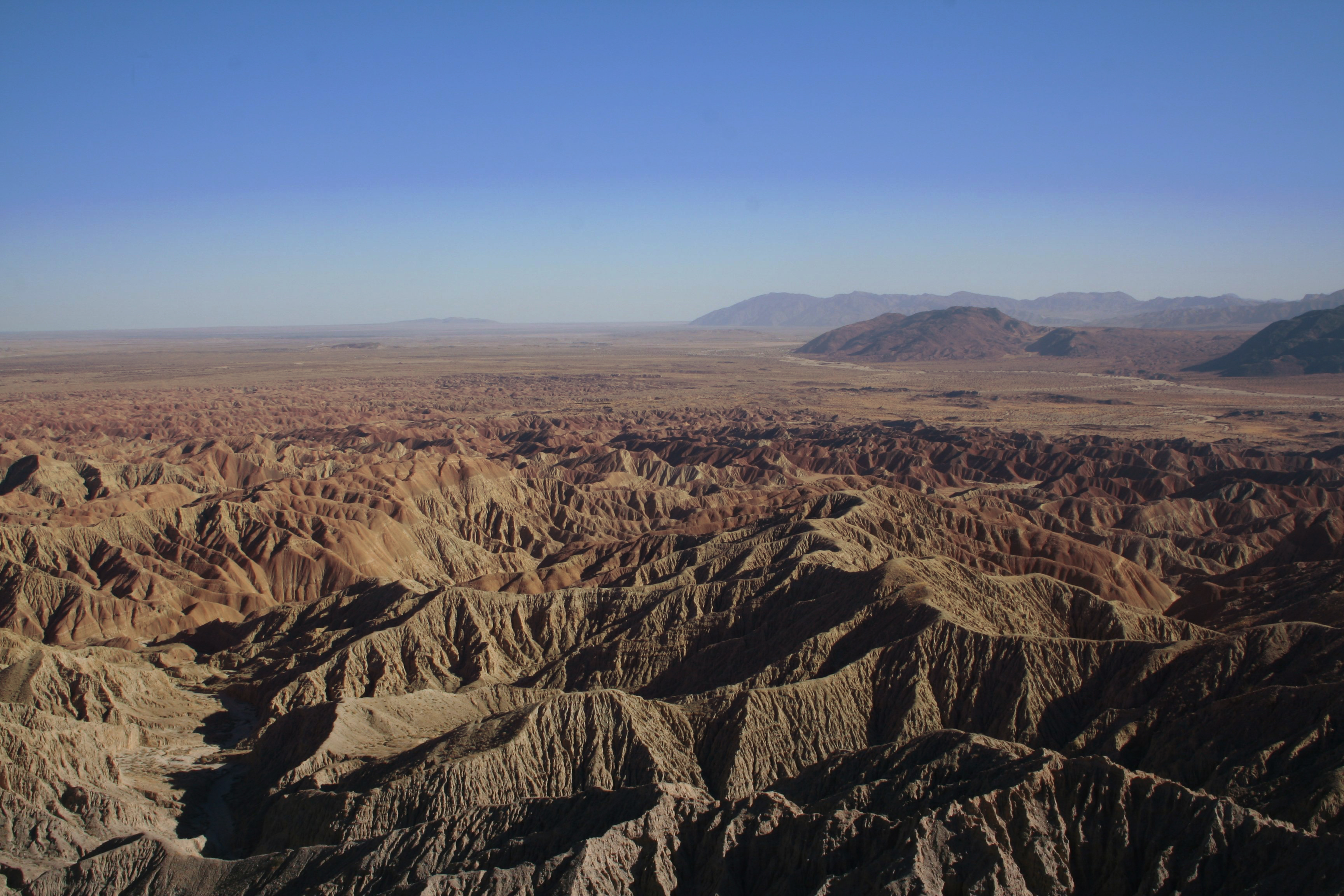
Font's Point
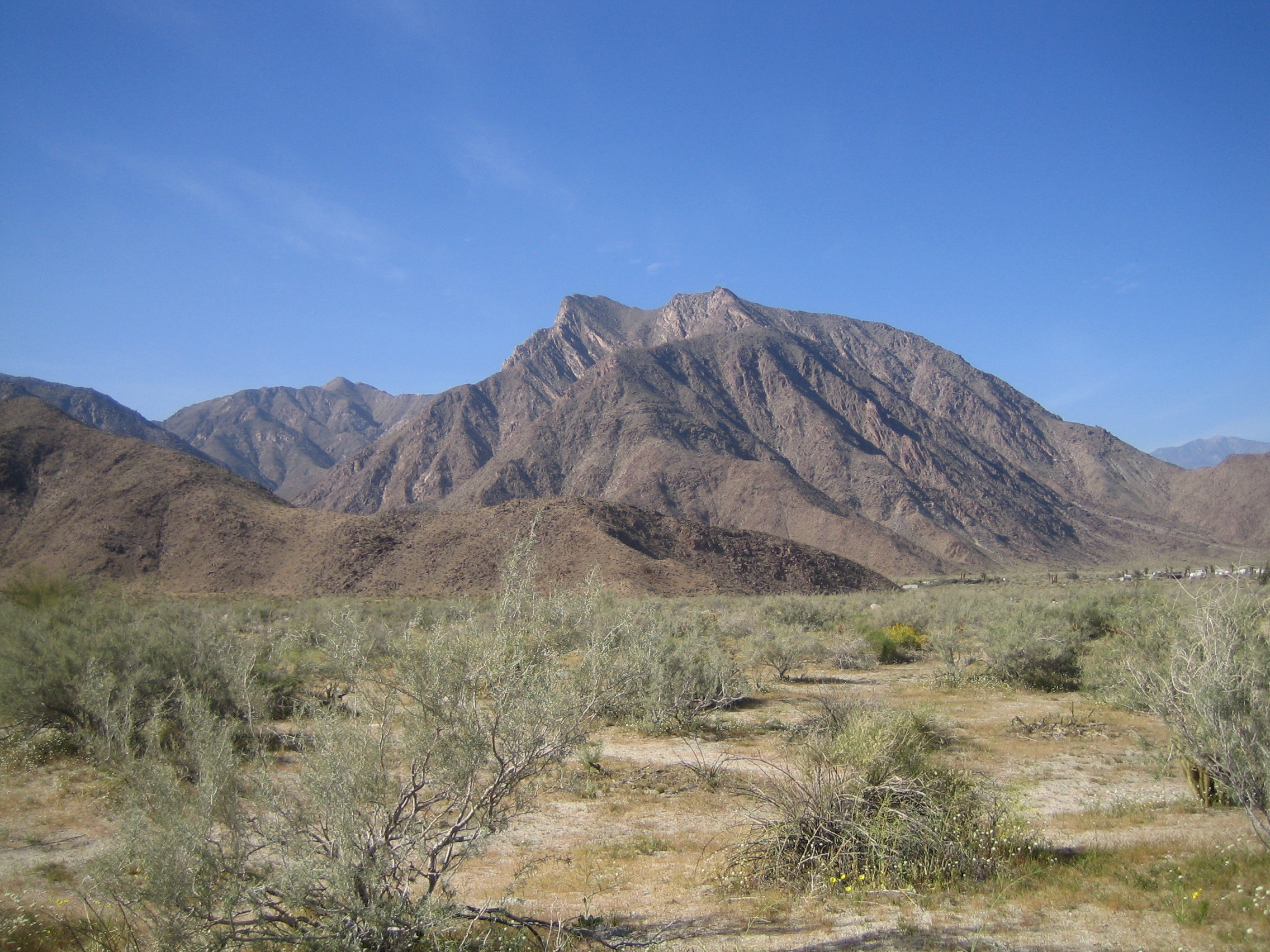
Blick in die Berge
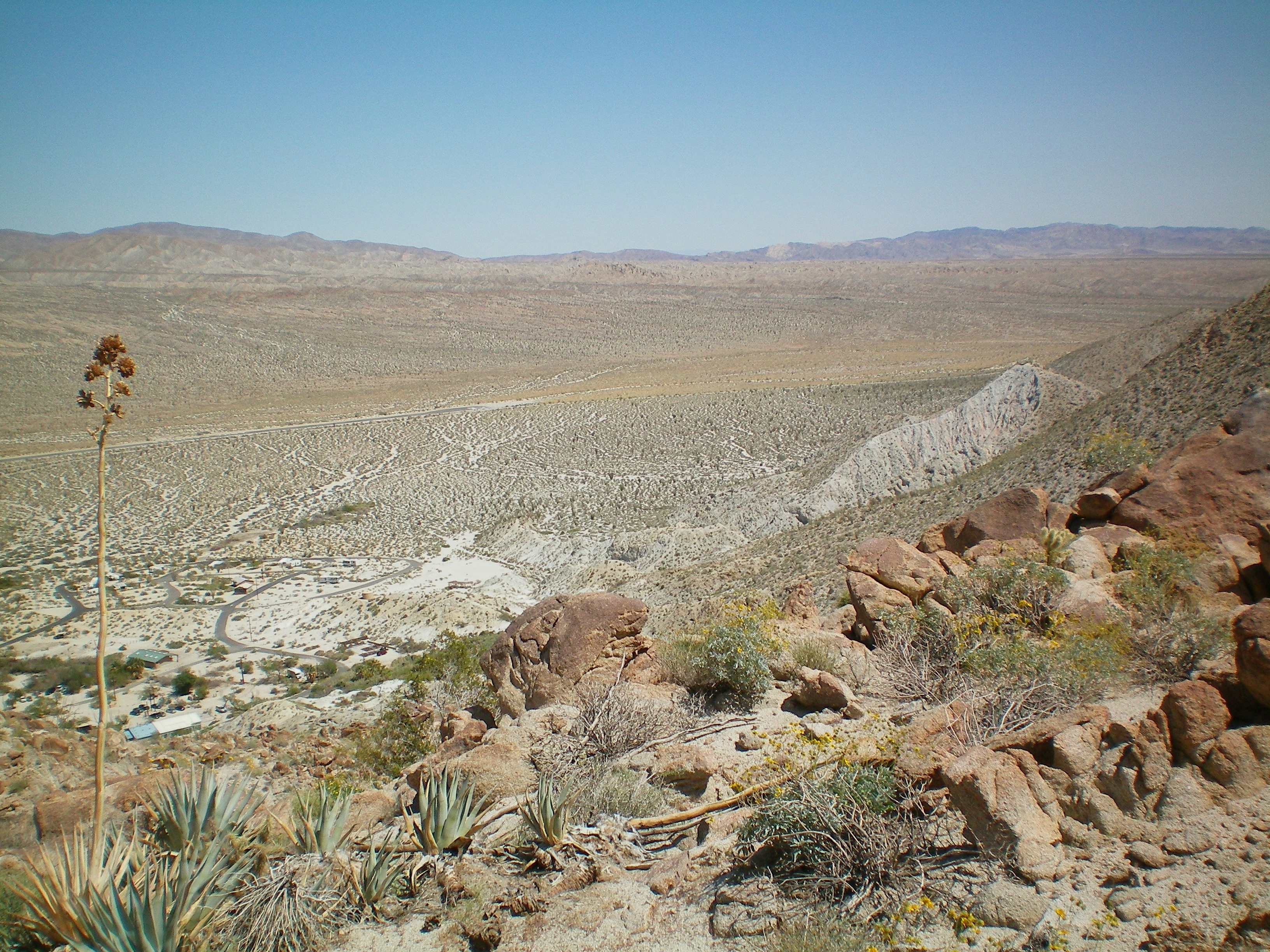
Blick über Agua Caliente Springs